# Waterville (Waszyngton)
Waterville – miasto w Stanach Zjednoczonych, w stanie Waszyngton, siedziba administracyjna hrabstwa Douglas.